# Wereldkampioenschap voetbal 2014 (kwartfinale) Brazilië - Colombia
Dit artikel gaat over de  kwartfinale tussen Brazilië en Colombia die gespeeld wordt op vrijdag 4 juli 2014 tijdens het wereldkampioenschap voetbal 2014. Eerder op dezelfde dag wordt de wedstrijd Frankrijk – Duitsland gespeeld.

## Voorafgaand aan de wedstrijd
- Brazilië staat bij aanvang van het toernooi op de derde plaats van de FIFA-wereldranglijst. In juni 2013 bereikte het een dieptepunt op deze lijst met een tweeëntwintigste positie, maar door het winnen van de FIFA Confederations Cup – door in de finale Spanje met 3–0 te verslaan – steeg het dertien plaatsen naar de negende positie. De notering binnen de top 10 werd gehandhaafd en in het begin van 2014 steeg het Braziliaans elftal door naar de vierde positie. In juni werd Portugal gepasseerd.[1] Daarmee is het tevens het hoogst genoteerde land dat is aangesloten bij de CONMEBOL.
- Brazilië speelde in de groepsfase in groep A drie wedstrijden, waarvan het land twee wedstrijden won en er één gelijkspeelde. De eerste wedstrijd en tevens de openingswedstrijd van het WK tegen Kroatië won Brazilië met 3-1, de tweede wedstrijd tegen Mexico speelde Brazilië met 0-0 gelijk en laatste wedstrijd tegen Kameroen werd met 1-4 door Brazilië gewonnen. Daarna ging het land door naar de achtste finales. Brazilië won daar van Chili met drie tegen twee penalty's, nadat er met 1-1 werd gelijkgespeeld.
- Colombia staat bij aanvang van het toernooi op de achtste plaats van de wereldranglijst. In juli 2013 stond Colombia nog op de derde positie, wat een record was – iets meer dan twee jaar eerder, in juni 2011 had Colombia nog zijn dieptepunt toen het op de 54e positie stond – maar sinds 2013 schommelt Colombia rond de vijfde positie. In april 2014 stond het land nog op de vierde positie, maar de twee daaropvolgende maanden zakte Colombia vier plaatsen. Het land steeg stevig op de ranglijst gedurende het jaar 2012, toen Colombia zestien doelpunten voor en drie tegen kreeg.[2] Drie andere landen die aangesloten zijn bij de CONMEBOL hebben een betere positie op de ranglijst; dit zijn Uruguay, Argentinië en Brazilië.
- Colombia speelde in de groepsfase in groep C drie wedstrijden, waarvan het land alle wedstrijden won. De eerste wedstrijd tegen Griekenland won Colombia met 3-0, de tweede wedstrijd tegen Ivoorkust won het land met 2-1 en laatste wedstrijd tegen Japan werd met 1-4 door Colombia gewonnen. De achstste finale won Colombia met 2-0 van Uruguay.
- Deze landen speelden 25 keer eerder tegen elkaar, waarvan een vriendschappelijke wedstrijd op 14 december 2012 zich het recentst heeft plaatsgevonden. Die wedstrijd werd met 1-1 gelijkgespeeld. In totaal won Brazilië vijftien van de 25 interlands, Colombia twee en werden er acht gelijkgespeeld. In totaal wist Brazilië 55 keer in het doel van de Colombianen te scoren; andersom gebeurde dat elf keer.[3]

## Wedstrijdgegevens
| Datum                | 4 juli 2014                         | 4 juli 2014                         |
| Wedstrijdnummer      | 58                                  | 58                                  |
| Stadion              | Castelão, Fortaleza                 | Castelão, Fortaleza                 |
| Toeschouwers         | 60.342                              | 60.342                              |
| Scheidsrechter       | Carlos Velasco Carballo             | Carlos Velasco Carballo             |
| Assistenten          | Roberto Alonso Fernández Juan Yuste | Roberto Alonso Fernández Juan Yuste |
| Vierde official      | Svein Oddvar Moen                   | Svein Oddvar Moen                   |
| Man van de wedstrijd | David Luiz                          | David Luiz                          |
|                      | Brazilië                            | Colombia                            |
| Doelpunten           | 2                                   | 1                                   |
| Gele kaarten         | 2                                   | 2                                   |
| Rode kaarten         | 0                                   | 0                                   |
| Wissels              | 3                                   | 3                                   |
| Schoten op doel      | 6                                   | 5                                   |
| Schoten naast doel   | 6                                   | 6                                   |
| Overtredingen        | 31                                  | 23                                  |
| Hoekschoppen         | 4                                   | 6                                   |
| Buitenspel           | 0                                   | 3                                   |
| Balbezit (%)         | 52                                  | 48                                  |

| Brazilië                                                                                                   | 2 – 1           | Colombia |
| Thiago Silva 7' David Luiz 69'                                                                             | goals (assists) | 80' (pen.) James Rodríguez |
| Luiz Felipe Scolari                                                                                        | bondscoach      | José Pékerman |
| Júlio César Marcelo David Luiz Thiago Silva Maicon Paulinho 83' Fernandinho Oscar Hulk 83' Fred Neymar 88' | opstellingen    | David Ospina Juan Camilo Zúñiga Cristián Zapata Mario Yepes Pablo Armero Fredy Guarín Carlos Sánchez 80' Juan Cuadrado 46' Víctor Ibarbo James Rodríguez 70' Teófilo Gutiérrez |
| Ramires 83' Hernanes 86' Henrique 88'                                                                      | wissels         | 46' Adrián Ramos 70' Carlos Bacca 80' Juan Fernando Quintero |
| Thiago Silva 64' Júlio César 78'                                                                           | gele kaarten    | 67' James Rodríguez 69' Mario Yepes |
| | rode kaarten    | |

## Wedstrijden
| Groepswedstrijden      |                       |                         |                       |                         |                        |                        |                         |
| Groep A                | Groep B               | Groep C                 | Groep D               | Groep E                 | Groep F                | Groep G                | Groep H                 |
| Brazilië – Kroatië     | Spanje – Nederland    | Colombia - Griekenland  | Uruguay – Costa Rica  | Zwitserland – Ecuador   | Argentinië – Bosnië    | Duitsland – Portugal   | België – Algerije       |
| Mexico – Kameroen      | Chili – Australië     | Ivoorkust – Japan       | Engeland – Italië     | Frankrijk – Honduras    | Iran – Nigeria         | Ghana – U.S.A.         | Rusland – Zuid-Korea    |
| Kameroen – Kroatië     | Australië – Nederland | Japan – Griekenland     | Italië – Costa Rica   | Honduras – Ecuador      | Nigeria – Bosnië       | U.S.A. – Portugal      | Zuid-Korea – Algerije   |
| Brazilië – Mexico      | Spanje – Chili        | Colombia – Ivoorkust    | Uruguay – Engeland    | Zwitserland – Frankrijk | Argentinië – Iran      | Duitsland – Ghana      | België – Rusland        |
| Kameroen – Brazilië    | Australië – Spanje    | Japan – Colombia        | Italië – Uruguay      | Honduras – Zwitserland  | Nigeria – Argentinië   | U.S.A. – Duitsland     | Zuid-Korea – België     |
| Kroatië – Mexico       | Nederland – Chili     | Griekenland – Ivoorkust | Costa Rica – Engeland | Ecuador – Frankrijk     | Bosnië – Iran          | Portugal – Ghana       | Algerije – Rusland      |
| Achtste finales        |                       |                         |                       |                         |                        |                        |                         |
| Brazilië Chili         | Colombia Uruguay      | Frankrijk Nigeria       | Duitsland Algerije    | Nederland Mexico        | Costa Rica Griekenland | Argentinië Zwitserland | België Verenigde Staten |
| Kwartfinales           |                       |                         |                       |                         |                        |                        |                         |
| Brazilië – Colombia    | Brazilië – Colombia   | Frankrijk – Duitsland   | Frankrijk – Duitsland | Nederland – Costa Rica  | Nederland – Costa Rica | Argentinië – België    | Argentinië – België     |
| Halve finales          |                       |                         |                       |                         |                        |                        |                         |
| Brazilië – Duitsland   | Brazilië – Duitsland  | Brazilië – Duitsland    | Brazilië – Duitsland  | Nederland – Argentinië  | Nederland – Argentinië | Nederland – Argentinië | Nederland – Argentinië  |
| Troostfinale           |                       |                         |                       |                         |                        |                        |                         |
| Brazilië – Nederland   |                       |                         |                       |                         |                        |                        |                         |
| Finale                 |                       |                         |                       |                         |                        |                        |                         |
| Duitsland – Argentinië |                       |                         |                       |                         |                        |                        |                         |

A-internationals · Selecties · CBF · Braziliaans vrouwenelftal · Olympisch elftal · Bondscoaches
1910 – 1919 · 
1920 – 1929 · 
1930 – 1939 · 
1940 – 1949 · 
1950 – 1959 · 
1960 – 1969 · 
1970 – 1979 · 
1980 – 1989 · 
1990 – 1999 · 
2000 – 2009 · 
2010 – 2019 · 
2020 – 2029
WK 1930 · 
WK 1934 · 
WK 1938 · 
WK 1950 · 
WK 1954 · 
WK 1958 · 
WK 1962 · 
WK 1966 · 
WK 1970 · 
WK 1974 · 
WK 1978 · 
WK 1982 · 
WK 1986 · 
WK 1990 · 
WK 1994 · 
WK 1998 · 
WK 2002 · 
WK 2006 · 
WK 2010 · 
WK 2014 · 
WK 2018 · 
WK 2022
OS 1952 · 
OS 1960 · 
OS 1964 · 
OS 1968 · 
OS 1972 · 
OS 1976 · 
OS 1984 · 
OS 1988 · 
OS 1996 · 
OS 2000 · 
OS 2008 · 
OS 2012 · 
OS 2016 · 
OS 2020
1914 · 
1915 · 
1916 · 
1917 · 
1918 · 
1919 · 
1920 · 
1921 · 
1922 · 
1923 · 
1924 · 
1925 · 
1926 · 
1927 · 
1928 · 
1929 · 
1930 · 
1931 · 
1932 · 
1933 · 
1934 · 
1935 · 
1936 · 
1937 · 
1938 · 
1939 · 
1940 · 
1941 · 
1942 · 
1943 · 
1944 · 
1945 · 
1946 · 
1947 · 
1948 · 
1949 · 
1950 · 
1951 · 
1952 · 
1953 · 
1954 · 
1955 · 
1956 · 
1957 · 
1958 · 
1959 · 
1960 · 
1961 · 
1962 · 
1963 · 
1964 · 
1965 · 
1966 · 
1967 · 
1968 · 
1969 · 
1970 · 
1971 · 
1972 · 
1973 · 
1974 · 
1975 · 
1976 · 
1977 · 
1978 · 
1979 · 
1980 · 
1981 · 
1982 · 
1983 · 
1984 · 
1985 · 
1986 · 
1987 · 
1988 · 
1989 · 
1990 · 
1991 · 
1992 · 
1993 · 
1994 · 
1995 · 
1996 · 
1997 · 
1998 · 
1999 · 
2000 · 
2001 · 
2002 · 
2003 · 
2004 · 
2005 · 
2006 · 
2007 · 
2008 · 
2009 · 
2010 · 
2011 · 
2012 · 
2013 · 
2014 · 
2015 · 
2016 · 
2017 · 
2018 ·
2019 ·
2020 ·
2021
Algerije ·
Andorra ·
Argentinië ·
Australië ·
België ·
Bolivia ·
Bosnië en Herzegovina ·
Bulgarije ·
Canada ·
Chili ·
China ·
Colombia ·
Congo-Kinshasa ·
Costa Rica ·
Denemarken ·
DDR ·
Duitsland ·
Ecuador ·
Egypte ·
El Salvador ·
Engeland ·
Estland ·
Finland ·
Frankrijk ·
Gabon ·
Ghana ·
Griekenland ·
Guatemala ·
Guinee ·
Haïti ·
Honduras ·
Hongarije ·
Hongkong ·
Ierland ·
IJsland ·
Irak ·
Iran ·
Israël ·
Italië ·
Ivoorkust ·
Jamaica ·
Japan ·
Joegoslavië ·
Kameroen ·
Kroatië ·
Letland ·
Litouwen ·
Luxemburg ·
Maleisië ·
Marokko ·
Mexico ·
Nederland ·
Nieuw-Zeeland ·
Nigeria ·
Noord-Ierland ·
Noord-Korea ·
Noorwegen ·
Oekraïne ·
Oman ·
Oostenrijk ·
Panama ·
Paraguay ·
Peru ·
Polen ·
Portugal ·
Qatar .
Roemenië ·
Rusland ·
Saoedi-Arabië ·
Senegal ·
Servië ·
Schotland ·
Slowakije ·
Sovjet-Unie ·
Spanje ·
Tanzania ·
Thailand ·
Tsjechië ·
Tsjecho-Slowakije ·
Tunesië ·
Turkije ·
Uruguay ·
Venezuela ·
Verenigde Arabische Emiraten ·
Verenigde Staten ·
Wales ·
Zambia ·
Zimbabwe ·
Zuid-Afrika ·
Zuid-Korea ·
Zweden ·
Zwitserland
Argentinië (1982) ·
Argentinië (2005) ·
Australië (1997) ·
Australië (2006) ·
België (2018) ·
Chili (2014) ·
China (2002) ·
Colombia (2014) ·
Costa Rica (2018) ·
Duitsland (2002) ·
Duitsland (2014) ·
Frankrijk (1998) ·
Frankrijk (2006) ·
Ghana (2006) ·
Hongarije (1954) ·
Italië (1970) ·
Italië (1982) ·
Italië (1994) ·
Japan (2006) ·
Kameroen (2014) ·
Kameroen (2022) ·
Kroatië (2006) ·
Kroatië (2014) ·
Kroatië (2022) ·
Mexico (1999) ·
Mexico (2014) ·
Mexico (2018) ·
Nederland (2014) ·
Portugal (2010) ·
Servië (2018) ·
Spanje (2013) ·
Tsjecho-Slowakije (1962, 2) ·
Turkije (2002, 1) ·
Uruguay (1950) ·
Verenigde Staten (2009, 2) ·
Zweden (1958) ·
Zwitserland (2018)
Colfútbol · A-internationals · Selecties · Statistieken · Bondscoaches · Colombiaans vrouwenelftal · Olympisch elftal · Colombia U20 · Colombia U17
1938 – 1949 ·
1950 – 1959 ·
1960 – 1969 ·
1970 – 1979 ·
1980 – 1989 ·
1990 – 1999 ·
2000 – 2009 ·
2010 – 2019 ·
2020 – 2029
WK 1962 · 
WK 1990 · 
WK 1994 · 
WK 1998 · 
WK 2014 · 
WK 2018
OS 1968 · 
OS 1972 · 
OS 1980 · 
OS 1992 · 
OS 2016
1938 · 
1939 · 1940 · 1941 · 1942 · 1943 · 1944 · 
1946 · 
1947 · 
1948 · 
1949 · 
1950 · 1951 · 1952 · 1953 · 1954 · 1955 · 1956 · 
1957 · 
1958 · 1959 · 1960 · 
1961 · 
1962 · 
1963 · 
1964 · 
1965 · 
1966 · 
1967 · 
1968 · 
1969 · 
1970 · 
1971 · 
1972 · 
1973 · 
1974 · 
1975 · 
1976 · 
1977 · 
1978 · 
1979 · 
1980 · 
1981 · 
1982 · 
1983 · 
1984 · 
1985 · 
1986 · 
1987 · 
1988 · 
1989 · 
1990 ·
1991 · 
1992 · 
1993 · 
1994 · 
1995 · 
1996 · 
1997 · 
1998 · 
1999 · 
2000 · 
2001 · 
2002 · 
2003 · 
2004 · 
2005 · 
2006 · 
2007 · 
2008 · 
2009 · 
2010 · 
2011 · 
2012 · 
2013 · 
2014 · 
2015 · 
2016 · 
2017 ·
2018 ·
2019 ·
2020 ·
2021
Algerije ·
Argentinië ·
Australië ·
Bahrein ·
België ·
Bolivia · 
Brazilië ·
Canada ·
Chili ·
China · 
Costa Rica ·
Cuba ·
DDR ·
Duitsland ·
Ecuador ·
Egypte ·
El Salvador ·
Engeland ·
Finland ·
Frankrijk ·
Griekenland ·
Guatemala · 
Haïti ·
Honduras ·
Hongarije ·
Hongkong ·
Ierland ·
Irak ·
Israël ·
Ivoorkust ·
Jamaica ·
Japan ·
Joegoslavië ·
Jordanië ·
Kameroen ·
Koeweit · 
Liberia · 
Marokko ·
Mexico ·
Montenegro ·
Nederland ·
Nederlandse Antillen ·
Nicaragua ·
Nieuw-Zeeland · 
Nigeria ·
Noord-Ierland ·
Noorwegen ·
Panama ·
Paraguay ·
Peru ·
Polen ·
Puerto Rico ·
Qatar ·
Roemenië ·
Saoedi-Arabië ·
Schotland ·
Senegal ·
Servië ·
Slovenië ·
Slowakije ·
Sovjet-Unie ·
Spanje ·
Trinidad en Tobago ·
Tsjecho-Slowakije ·
Tunesië · 
Turkije · 
Uruguay ·
Venezuela ·
Verenigde Arabische Emiraten · 
Verenigde Staten ·
Zuid-Afrika ·
Zuid-Korea ·
Zweden ·
Zwitserland
Brazilië (2014) ·
Engeland (2018) ·
Griekenland (2014) ·
Ivoorkust (2014) ·
Japan (2014) ·
Japan (2018) ·
Polen (2018) ·
Senegal (2018) ·
Uruguay (2014)